# Christiane Pearce-Blumhoff
Rosel Christiane Pearce-Blumhoff (* 17. Juni 1942 in Steegen bei Danzig, heute Stegna in Polen; † 14. November 2023 in München) war eine deutsche Volksschauspielerin.

## Leben
Christiane Blumhoff, deren Stiefvater Franz Leonhard Schadt Leiter des Münchner Marionettentheaters war, hatte ihren ersten Auftritt mit neun Jahren in der Oper am Gärtnerplatz. Ihre Ausbildung hatte sie von 1958 bis 1961 bei Ruth von Zerboni und Ado Riegler.
Bundesweit bekannt wurde sie durch ihre Rollen in der ZDF-Reihe Liebe Babys und … sowie zuvor im Theaterstadl von Peter Steiner. Sie beherrschte verschiedene Dialekte wie Bairisch, Fränkisch, Allgäuerisch, Hessisch, Schwäbisch, Sächsisch oder Österreichisch.
Sie arbeitete auch als Rundfunksprecherin. Als solche verkörperte sie auf Bayern 1 über zehn Jahre lang die Comedyfigur der Kantinenfrau Pfaffinger. Im BR Fernsehen war sie als Off-Sprecherin tätig. Einige Jahre war sie festes Ensemblemitglied der „Münchner Lach- und Schießgesellschaft“ und auch in deren Tourneen auf deutschen Bühnen als Kabarettistin zu erleben.
Blumhoff war mit dem Nigerianer Charles Bioudun Pearce verheiratet, der 2004 starb. Sie hatte mit ihm eine Tochter und zwei Söhne, darunter der Schauspieler, Synchronsprecher und Comedian Simon Pearce. Zusammen mit ihrem Mann führte sie acht Jahre lang ein afrikanisches Lokal. Sie lebte und arbeitete in München.
Blumhoff starb am 14. November 2023 im Alter von 81 Jahren eines natürlichen Todes.

## Filmografie (Auswahl)
- 1965: Die seltsamen Methoden des Franz Josef Wanninger – Der Kunstfreund
- 1968: Der Pfarrer von Gillbach (Fernsehspiel)
- 1969–2019: Der Komödienstadel:
  - 1969: Das Wunder des heiligen Florian
  - 1971: Der Ehestreik
  - 1974: Das sündige Dorf
  - 1975: Thomas auf der Himmelsleiter
  - 1978: Der ledige Hof
  - 1994: Die goldene Gans
  - 1995: Die Wadlbeisser von Traxlbach
  - 1997: Zur Ehe haben sich versprochen
  - 1998: Lachende Wahrheit
  - 2000: Die Bissgurrn
  - 2001: Die Jacobi-Verschwörung
  - 2002: s’Brezenbusserl
  - 2002: Das Attenhamer Christkindl
  - 2004: Amerikaner mit Zuckerguss
  - 2005: Karten lügen nicht
  - 2005: Kuckuckskind
  - 2006: Die Maibaumwache
  - 2005: Dottore d’Amore
  - 2007: Links Rechts Gradaus
  - 2007: Die Versuchung des Aloysius Federl
  - 2007: Pension Schaller
  - 2011: Die Provinzdiva
  - 2011: Herz ist Gold
  - 2015: Agent Alois
  - 2019: Deifi Sparifankerl
- 1969: Sturm im Wasserglas (Fernsehfilm)
- 1971: Königlich Bayerisches Amtsgericht – Drei Folgen
- 1976: Weder Tag noch Stunde (Fernsehfilm)
- 1976: Der verkaufte Großvater
- 1980: Die Undankbare (Heimatfilm)
- 1980: Drei Lederhosen in St. Tropez (Erotikkomödie)
- 1982: Kampftag (Fernsehfilm)
- 1982: Liebesgrüße aus der Lederhose 6: Die wilden Stuten vom Rosenhof (Erotikkomödie)
- 1985: Hochzeit (Fernsehfilm)
- 1985: Zuckerbaby
- 1987: Der Angriff (Fernsehfilm)
- 1990: Abrahams Gold (Fernsehfilm)
- 1990: Das Gelächter des Suppenhuhns (Fernsehfilm)
- 1991: Die Schatzsuche – Orientierung mit der Landkarte
- 1993: Sein letzter Wille (Fernsehfilm)
- 1993: Sieben auf einen Streich (Fernsehfilm)
- 1995: Sau sticht (Fernsehfilm)
- 1996: Das Superweib
- 1997: Der Fischerkrieg (Fernsehfilm)
- 1997: Der Maulkorb (Fernsehfilm)
- 1998: Die drei Dorfheiligen
- 1998: Kleine Semmeln (Komödie)
- 1998: Liebe und weitere Katastrophen (Komödie)
- 1999: Das verflixte Babyjahr – Nie wieder Sex?! (Komödie)
- 1999: Der gerade Weg (Drama)
- 1999: Die Erscheinung (Kurzfilm)
- 1999: Zum Sterben schön (Fernsehfilm)
- 2000: Der Kardinal – Der Preis der Liebe (Fernsehfilm)
- 2000: Frische Ware (Fernsehfilm)
- 2000: Letzter Wille (Fernsehfilm)
- 2000: Nicht mit uns (Fernsehfilm)
- 2000: Weißblaue Geschichten (Fernsehfilm)
- 2001: Liebe. Macht. Blind. (Fernsehfilm)
- 2001: Sängerknaben (Kurzfilm)
- 2001–2012: Spezlwirtschaft (Sitcom)
- 2001: Tratsch im Treppenhaus (Fernsehfilm)
- 2002: Wen küsst die Braut?
- 2003: Im Namen des Herrn (Drama, Zweiteiler)
- 2003: Küss’ niemals einen Flaschengeist (Fernsehfilm)
- 2003: Pumuckl und sein Zirkusabenteuer (Kinderfilm)
- 2004–2006: Chiemgauer Volkstheater:
  - 2004: Oh, diese Nachbarn
  - 2006: D’Winslbacher Würschtl-Wally
  - 2006: Der Gockl-Kriag
- 2004: Der Bergpfarrer (Fernsehfilm)
- 2004: Plötzlich Opa (Filmkomödie)
- 2005: Der Bergpfarrer 2 – Heimweh nach Hohenau (Fernsehfilm)
- 2005: Mama und der Millionär (Liebeskomödie)
- 2005: Zeit der Fische (Drama)
- 2006: Franziskas Gespür für Männer (Krimi)
- 2006: Liebe, Babys und ein großes Herz (Fernsehfilm)
- 2007: Beste Zeit (Spielfilm)
- 2007: Tango zu dritt (Fernsehfilm)
- 2008: Beste Gegend (Spielfilm)
- 2008: Liebe, Babys und ein großes Herz – Das Versprechen (Fernsehfilm)
- 2008: Liebe, Babys und ein großes Herz – Neue Wege (Fernsehfilm)
- 2009: Liebe, Babys und der Zauber Afrikas (Fernsehfilm)
- 2009: Oma rennt! – (Kurzfilm)
- 2010: Liebe, Babys und Familienglück (Fernsehfilm)
- 2010: Sau Nummer vier. Ein Niederbayernkrimi (Heimatkrimi)
- 2011: Liebe, Babys und ein Stückchen Heimat (Fernsehfilm)
- 2012: Ein Sommer in Schottland (Fernsehfilm)
- 2013: 24 Milchkühe und kein Mann (Komödie)
- 2013: Familie inklusive (Fernsehfilm)
- 2013: Mein Vater, seine Freunde und das ganz schnelle Geld (Komödie)
- 2013: Paradies 505. Ein Niederbayernkrimi (Heimatkrimi)
- 2014: Eine Rolle mit Stil (Kurzfilm)
- 2014: Julia und der Offizier (Drama)
- 2016: Voicemail (Kurzfilm)
- 2017: Brandnächte (Krimi)
- 2017: Der Polizist, der Mord und das Kind (Drama)
- 2017: Euphoria (Abenteuerfilm)
- 2020: Vatersland (Drama)
- 2022: München Mord: Dolce Vita (Fernsehreihe)

## Fernsehserien (Auswahl)
- 1965: Die seltsamen Methoden des Franz Josef Wanninger –  Der Kunstfreund
- 1977: Derrick – Inkasso
- 1977: Tatort – Schüsse in der Schonzeit
- 1977–1979: Polizeiinspektion 1 – Zwei Folgen
- 1979–2018: Aktenzeichen XY … ungelöst – in loser Folge
- 1981: Anderland – Meine Eltern sind weg
- 1981: Tatort – Usambaraveilchen
- 1987: Der Millionenbauer (3 Folgen)
- 1987–2001: Weißblaue Geschichten (22 Folgen)
- 1989: Tatort – Bier vom Faß
- 1989–1992: Peter Steiners Theaterstadl (8 Folgen)
- 1990: Heidi und Erni – Zwei Girls von der Copa Cabana
- 1990–1991: Löwengrube (2 Folgen)
- 1992–1993: Forsthaus Falkenau (2 Folgen)
- 1992: Happy Holiday – Geheimnisse
- 1993–1997: Zum Stanglwirt (43 Folgen)
- 1994: Ärzte (3 Folgen)
- 1995: Frauenarzt Dr. Markus Merthin – Babys
- 1996: Ein Bayer auf Rügen – ...der werfe den ersten Stein
- 1996: Kriminaltango – Die Gunst der Stunde
- 1997: Polizeiruf 110 – Im Netz der Spinne
- 1997: Solo für Sudmann – Graffiti
- 1997: Mali (Miniserie, zwei Teile)
- 1997–2008: Der Bulle von Tölz (4 Folgen)
- 1998: Tierarzt Dr. Engel – Heiße Nacht
- 1999–2014: SOKO München (4 Folgen)
- 2000: Weißblaue Wintergeschichten – Viel Lärm um nichts / Eine unmögliche Hochzeit
- 2002: Café Meineid – Kommissar Kogel
- 2002: Lindenstraße – Ungewissheit
- 2003: Polizeiruf 110 – Tiefe Wunden
- 2004–2009: Utta Danella (3 Folgen)
- 2005: Herbert und Schnipsi (4 Folgen)
- 2005: Mit Herz und Handschellen – Leiche auf Abwegen
- 2006: Die Rosenheim-Cops – Der Wolf im Schafspelz
- 2007–2010: Kanal fatal – 15 Folgen (Sketchshow)
- 2007: Pfarrer Braun – Ein Zeichen Gottes
- 2007: Der Alte – Folge 320: Wenn Liebe zuschlägt
- 2008–2023: Dahoam is Dahoam (Helga Bamberger)
- 2008, 2011: Sturm der Liebe – Cordula van Dering (Telenovela)
- 2011: Franzi – Rimini
- 2011–2013: Schlawiner (5 Folgen)
- 2012–2018: SchleichFernsehen (Kabarettsendung)
- 2015–2021: Hubert und Staller (3 Folgen)
- 2017: WaPo Bodensee – Das schwächste Glied
- 2018: Familie Dr. Kleist – Banges Warten
- 2019: Die Bergretter – Tod am Dachstein
- 2019: SOKO Stuttgart – Joint Venture
- 2019: True Story
- 2020: Rentnercops – Altes Eisen
- 2020: Watzmann ermittelt – Nouvelle Cuisine
- 2021: Kanzlei Berger – Mutterliebe
- 2021: Tatort – Wunder gibt es immer wieder
- 2022: Sturm der Liebe – Anna Lindbergh (Fernsehserie, 14 Folgen)
- 2022: Der Alte – Ein Tag im Leben
- 2024: Die Chefin  – Preis der Wahrheit

## Hörspiele (Auswahl)
Quelle: ARD-Hörspieldatenbank
- 1964: Julius Pohl, Emil Vierlinger: Der Komödienstadel – Der Ehestreik (Hörspielbearbeitung) – Regie: Olf Fischer (BR) – Erstsendung: 26. Dezember 1964
- 1968: Adele Meyer-Kaufmann, Oskar Weber: Der Komödienstadel – Das Wunder des Heiligen Florian (Hörspielbearbeitung) – Regie: Olf Fischer (BR) – Erstsendung: 28. September 1968
- 1969: Walter Netzsch: Der beinahe unaufhaltsame Aufstieg des Mathias Grüneisl – Regie: Hellmuth Kirchammer (BR) – Erstsendung: 16. Februar 1969
- 1969: Justin Schröder: Auf geht's beim Schichtl! – Regie: Olf Fischer (BR) – Erstsendung: 22. November 1969
- 1971: Fritz Meingast: Der Verderber – Regie: Hellmuth Kirchammer (BR) – Erstsendung: 15. März 1971
- 1971: H. C. Artmann: Das Donauweibchen – Regie: Alexander Malachovsky (BR) – Erstsendung: 17. Mai 1971
- 1972: Georg Lohmeier: Trösterin der Betrübten – Regie: Hellmuth Kirchammer (BR) – Erstsendung: 12. Juni 1972
- 1974: Tankred Dorst: Auf dem Chimborazo – Regie: Ulrich Gerhardt (BR / RIAS / SDR) – Erstsendung: 27. September 1974
- 1974: Richard Billinger: Rauhnacht – Regie: Hermann Wenninger (BR) – Erstsendung: 16. Dezember 1974
- 1974: Karl Valentin: Zipfelzylinder in durchsichtigen Schaufenstern – Regie: Raoul Wolfgang Schnell (BR / SDR) – Erstsendung: 31. Januar 1975
- 1976: Ludwig Thoma: Witwen – Regie: Olf Fischer (BR) – Erstsendung: 19. Juni 1976
- 1977: Ludwig Thoma: Hochzeit – Regie: Edmund Steinberger (BR) – Erstsendung: 24. Juli 1977
- 1977: Fritz Meingast: Der Fall Franz Jägerstetter – Regie: Willy Purucker (BR) – Erstsendung: 21. November 1977
- 1977: Christine Spöcker: Hinrichtung einer Arbeiterin – Regie: Wolf Euba (BR) – Erstsendung: 24. Juli 1978
- 1978: Odd Selmer: Abfahrtsrennen – Regie: Willy Purucker (BR) – Erstsendung: 30. Januar 1978
- 1978: Martin Sperr: Adele Spitzeder – Regie: Wolf Euba (BR) – Erstsendung: 22. April 1979
- 1979: Ludwig Anzengruber: Der ledige Hof – Regie: Olf Fischer (BR) – Erstsendung: 18. November 1979
- 1979: Walter E. Richartz: Witwe mit Hund – Regie: Alexander Malachovsky (BR) – Erstsendung: 12. März 1980
- 1980: Anke Beckert: Das Telefonspiel – Regie: Anke Beckert (BR) – Erstsendung: 19. November 1981
- 1981: Anneliese Steinhoff: Sarah schichtet Trauerpost in einen grünen Kasten – Regie: Peter M. Preissler (BR) – Erstsendung: 15. November 1981
- 1981: Willy Purucker: Die Grandauers und ihre Zeit (15. Folge: Ehrengäste) – Regie: Willy Purucker (BR) – Erstsendung: 6. Februar 1982
- 1983: Martha Meuffels: Familie Loibl (1. Folge: Karli zieht aus) – Regie: Michael Peter (BR) – Erstsendung: 9. April 1983
- 1983: Martha Meuffels: Familie Loibl (2. Folge: An Vastand kriagt da Mensch erst mit dreißig) – Regie: Michael Peter (BR) – Erstsendung: 16. April 1983
- 1983: Martha Meuffels: Familie Loibl (6. Folge: A bisserl woana werd ma ja derfa) – Regie: Michael Peter (BR) – Erstsendung: 14. Mai 1983
- 1983: Martha Meuffels: Familie Loibl (11. Folge: Loni darf ihren ersten Enkel sehen und Rosie dreht durch) – Regie: Michael Peter (BR) – Erstsendung: 18. Juni 1983
- 1983: Martha Meuffels: Familie Loibl (30. Folge: Alles, was Recht ist) – Regie: Michael Peter (BR) – Erstsendung: 10. Dezember 1983
- 1984: Frieder Faist: Etwas Besonderes – Regie: Wolf Euba (BR) – Erstsendung: 22. Februar 1984
- 1984: Martha Meuffels: Familie Loibl (34. Folge: Das kommt in den besten Familien vor) – Regie: Michael Peter (BR) – Erstsendung: 21. April 1984
- 1984: Peter Rothammer: Detektive – unter, hinter, neben uns – Regie: Peter Rothammer (BR) – Erstsendung: 26. April 1984
- 1984: Martha Meuffels: Familie Loibl (36. Folge: In de Leit siehgt man net nei) – Regie: Michael Peter (BR) – Erstsendung: 5. Mai 1984
- 1984: Willy Purucker: Die Grandauers und ihre Zeit (24. Folge: Gewalttäter) – Regie: Willy Purucker (BR) – Erstsendung: 16. März 1985
- 1985: Georg Maier: Da rote Jackl – Regie: Jörn van Dyck (BR) – Erstsendung: 28. Oktober 1985
- 1986: Sebastian Goy: Zwölf Morde hat das Jahr (2. Folge: Viel Blut im Schnee im Februar) – Regie: Ulrich Heising (SWF / BR / WDR) – Erstsendung: 23. Februar 1986
- 1986: Sebastian Goy: Zwölf Morde hat das Jahr (5. Folge: Im Mai ist das Leben manchmal vorbei) – Regie: Ulrich Heising (SWF / BR / WDR) – Erstsendung: 25. Mai 1986
- 1986: Fritz Meingast: Das bayerische Wundertheater – Regie: Jörn van Dyck (BR) – Erstsendung: 26. Mai 1986
- 1986: Sebastian Goy: Zwölf Morde hat das Jahr (6. Folge: Im Juni singt der Taschendieb) – Regie: Ulrich Heising (SWF / BR / WDR) – Erstsendung: 29. Juni 1986
- 1986: Sebastian Goy: Zwölf Morde hat das Jahr (10. Folge: Harakiri im Oktober) – Regie: Ulrich Heising (SWF / BR / WDR) – Erstsendung: 26. Oktober 1986
- 1986: Sebastian Goy: Zwölf Morde hat das Jahr (11. Folge: Melancholie im November) – Regie: Ulrich Heising (SWF / BR / WDR) – Erstsendung: 30. November 1986
- 1986: Sebastian Goy: Zwölf Morde hat das Jahr (12. Folge: Ochs und Esel im Dezember) – Regie: Ulrich Heising (SWF / BR / WDR) – Erstsendung: 28. Dezember 1986
- 1987: Reinhard Schober: Spaziergang in den Wolken – Ein Reisebüro für den Urlaub der Zukunft – Regie: Michael Peter (BR) – Erstsendung: 27. Juni 1987
- 1987: Susanne Nawrath: Die Schützenliesl – Über das Leben einer stadtbekannten Schönheit – Regie: Gustl Weishappel (BR) – Erstsendung: 26. September 1987
- 1987: Sebastian Goy: 7 Tote hat die Woche – Am Freitag müssen die Gedanken sich um einen Kirchturm ranken – Regie: Klaus Wirbitzky (WDR / SWF) – Erstsendung: 28. Mai 1988
- 1988: Anneliese Dietl: Muttertag – Regie: Michael Peter (BR) – Erstsendung: 8. Mai 1988
- 1989: Claus Beling: Nach meinem Tode zu öffnen – Regie: Wolf Euba (BR) – Erstsendung: 11. Mai 1989
- 1989: Fritz Meingast: Der Altöttinger Totentanz – Regie: Michael Peter (BR) – Erstsendung: Laut BR ungesendet
- 1989: Lena Christ: Mathias Bichler (1. Teil) – Regie: Wolf Euba (BR) – Erstsendung: 24. Dezember 1989
- 1989: Lena Christ: Mathias Bichler (2. Teil) – Regie: Wolf Euba (BR) – Erstsendung: 25. Dezember 1989
- 1989: Lena Christ: Mathias Bichler (3. Teil) – Regie: Wolf Euba (BR) – Erstsendung: 26. Dezember 1989
- 1989: Susanne Nawrath: Sissi's zwielichtige Nichte – Regie: Michael Peter (BR) – Erstsendung: 23. Juli 1990
- 1990: Bernd Grashoff: Geschichten vom Dampfradio – Regie: Michael Peter (BR) – Erstsendung: 5. Februar 1990
- 1992: Brüder Grimm: Hans Knödelbauch und das Leben (1. Teil: Ein Ohr für Tiere) – Regie: Werner Simon (BR) – Erstsendung: 3. April 1994
- 1994: Robert Littell: Moskau, mon amour (1. Teil) – Regie: Barbara Plensat (BR) – Erstsendung: 10. November 1994
- 1994: Robert Littell: Moskau, mon amour (2. Teil) – Regie: Barbara Plensat (BR) – Erstsendung: 17. November 1994
- ?: Rudolf Herfurtner: Rudis Rakete – Regie: Irene Schuck (BR) – Erstsendung: 14. April 1995
- 1995: Georg K. Berres: Wer ist der Täter? (Folge: Pyramide 2000) – Regie: Erwin Weigel (BR) – Erstsendung: 18. Mai 1995
- 1995: Michael Koser: Der letzte Detektiv (30. Folge: Virtuella) – Regie: Werner Klein (BR) – Erstsendung: 5. Oktober 1995
- 1995: Sigrid Lehrke: Hasenkatz – Regie: Leonhard Huber (BR) – Erstsendung: 22. Oktober 1995
- 1995: Robert Hültner: Walching (1. Teil) – Regie: Bernd Schroeder (BR) – Erstsendung: 14. Dezember 1995
- 1995: Robert Hültner: Walching (2. Teil) – Regie: Bernd Schroeder (BR) – Erstsendung: 21. Dezember 1995
- 1996: Robert Naegele: Das vergeßliche Christkindle – Regie: ? (BR) – Erstsendung: 24. Dezember 1996
- 1997: Marina Dietz: Das Restoratio-Projekt (1. Teil: Die Frau in Grün) – Regie: Barbara Plensat (BR) – Erstsendung: 23. Februar 1997
- 1997: Thomas Schmid: Spätfolgen – Regie: Erwin Weigel (BR) – Erstsendung: 27. Februar 1997
- 1997: Petra Fuchs: Das Graue Land – Regie: Ulrich Lampen (BR) – Erstsendung: 18. August 1997
- 1997: Katharina Kühl: Weihnachten auf freier Strecke – Regie: Eva Demmelhuber (BR) – Erstsendung: 24. Dezember 1997
- 1998: Georg K. Berres: Wer ist der Täter? (Folge: Marodeure) – Regie: Erwin Weigel (BR) – Erstsendung: 24. September 1998
- 1998: Sabine Deitmer: Dominante Damen (1. Teil) – Regie: Erwin Weigel (BR) – Erstsendung: 15. Oktober 1998
- 1998: Sabine Deitmer: Dominante Damen (2. Teil) – Regie: Erwin Weigel (BR) – Erstsendung: 22. Oktober 1998
- 1998: Thomas Schmid: Karin Kommissarin ... (Folge: Das magische Toupet) – Regie: Eva Demmelhuber (BR) – Erstsendung: 17. Januar 1999
- 1998: Anne Perry: Dunkler Grund (1. Teil) – Regie: Marina Dietz (BR) – Erstsendung: 25. Februar 1999
- 1998: Anne Perry: Dunkler Grund (2. Teil) – Regie: Marina Dietz (BR) – Erstsendung: 4. März 1999
- 1998: Thomas Schmid: Karin Kommissarin ... (Folge: Diebstahl in Brehms Tierladen) – Regie: Eva Demmelhuber (BR) – Erstsendung: 14. März 1999
- 2000: Gordian Beck: Lauter nette Menschen – Regie: Christoph Dietrich (BR) – Erstsendung: 23. März 2000
- 2000: Laura Feuerland: Die Hexenschwestern im Märchenwald – Regie: Leonhard Huber (BR) – Erstsendung: 7. Mai 2000
- 2000: Nancy Kress: Siebenunddreißig ist alles billiger – Regie: Marina Dietz (BR) – Erstsendung: 28. Mai 2000
- 2000: Bernd Grashoff: Der Nibelungen Mord (1. Teil) – Regie: Martina Boette-Sonner (BR) – Erstsendung: 16. November 2000
- 2001: Hugo von Hofmannsthal: Der fränkische Jedermann – Regie: Norbert Küber (BR Nürnberg) – Erstsendung: 14. Juni 2001
- 2001: Markus Vanhoefer: Willy Watson und der Mops der Königin (1. Teil) – Regie: Markus Vanhoefer (BR) – Erstsendung: 17. Juni 2001
- 2001: Markus Vanhoefer: Willy Watson und der Mops der Königin (2. Teil) – Regie: Markus Vanhoefer (BR) – Erstsendung: 24. Juni 2001
- 2001: Ulla Berlin, Bernhard Schulz: Wer ist der Täter? Hexen jagen – Der kleine Ausreißer – Regie: Erwin Weigel (BR) – Erstsendung: 28. Juni 2001
- 2001: Tilde Michels: Tenderlok – Regie: Eva Demmelhuber (BR) – Erstsendung: 16. Dezember 2001
- 2002: Nikolai von Michalewsky: Sardischer Wind – Regie: Erwin Weigel (BR) – Erstsendung: 14. Februar 2002
- 2002: Dieter Remus: Schwarzer Freitag für Robinson (1. Teil) – Regie: Eva Demmelhuber (BR) – Erstsendung: 30. März 2002
- 2002: Dieter Remus: Schwarzer Freitag für Robinson (2. Teil) – Regie: Eva Demmelhuber (BR) – Erstsendung: 31. März 2002
- 2002: Dieter Remus: Schwarzer Freitag für Robinson (3. Teil) – Regie: Eva Demmelhuber (BR) – Erstsendung: 1. April 2002
- 2003: Hugo von Hofmannsthal: Der fränkische Jedermann – Regie: Norbert Küber (BR) – Erstsendung: 8. Juni 2003
- 2003: Sebastian Goy: Alles Pachelbel? – Nur noch 48 Tage bis Weihnachten – Regie: Annette Berger (BR) – Erstsendung: 13. Dezember 2003
- 2004: Thomas Schmid: Karin Kommissarin ... (Folge: Weissagungen für Schwarzseher) – Regie: Eva Demmelhuber (BR) – Erstsendung: 12. März 2006
- 2006: Renus Berbig: Der Schatz im Hühnerstall – Regie: Eva Demmelhuber (BR) – Erstsendung: 30. Juli 2006
- 2007: Thomas Mann: Doktor Faustus (5. Teil) – Regie: Leonhard Koppelmann (HR / BR in Kooperation mit der IEMA) – Erstsendung: 30. Oktober 2007
- 2007: Thomas Mann: Doktor Faustus (6. Teil) – Regie: Leonhard Koppelmann (HR / BR in Kooperation mit der IEMA) – Erstsendung: 7. November 2007
- 2007: Thomas Mann: Doktor Faustus (8. Teil) – Regie: Leonhard Koppelmann (HR / BR in Kooperation mit der IEMA) – Erstsendung: 21. November 2007
- 2007: Thomas Mann: Doktor Faustus (10. Teil) – Regie: Leonhard Koppelmann (HR / BR in Kooperation mit der IEMA) – Erstsendung: 5. Dezember 2007
- 2008: Heinrich Mann, Josef von Sternberg, Michael Farin: Der Blaue Engel – Regie: Bernhard Jugel (BR) – Erstsendung: 25. Juli 2008
- 2009: Robert Hültner: Dienstschluss (Radio-Tatort) – Regie: Ulrich Lampen (BR) – Erstsendung: 11. November 2009
- 2011: Laura Feuerland: Die Jagd nach der grünen Dame – Regie: Bernhard Schulz (BR) – Erstsendung: 22. Januar 2011
- 2011: Katharina Neuschaefer: Sinfonie Nr. 5 (Tatata taa ...) – Regie: Bernhard Jugel (BR / Igel-Records) – Erstsendung: 22. April 2012
- 2013: Susann Opel-Götz: Außerirdisch ist woanders – Regie: Kilian Leypold (BR) – Erstsendung: 30. Mai 2013
- 2014: Robert Hültner: Winterliebe (Radio-Tatort) – Regie: Ulrich Lampen (BR) – Erstsendung: 10. Dezember 2014
- 2015: Robert Hültner: Schenja (Radio-Tatort) – Regie: Ulrich Lampen (BR) – Erstsendung: 11. Februar 2015
- 2017: Laura Feuerland: Die Rückkehr des Don Quijote – Regie: Bernhard Schulz (BR) – Erstsendung: 1. Januar 2018
- 2019: Thomas Schmid: Fröschl & Flo (4. Folge: Nepomuk oder Chistophorus) – Regie: Bernhard Jugel (BR) – Erstsendung: 3. November 2019
- 2022: Friedrich Ani: Haus der aufgehenden Sonne (1. Teil) – Regie: Alex Schad (BR/SWR) – Erstsendung: 19. Oktober 2022
- 2022: Friedrich Ani: Haus der aufgehenden Sonne (2. Teil) – Regie: Alex Schad (BR/SWR) – Erstsendung: 26. Oktober 2022
- 2022: Friedrich Ani: Haus der aufgehenden Sonne (3. Teil) – Regie: Alex Schad (BR/SWR) – Erstsendung: 2. November 2022
- 2022: Thomas Schmid: Fröschl & Flo (16. Folge: Detektiv mit Detektor) – Regie: Bernhard Jugel (BR) – Erstsendung: 20. November 2022
- 2022: Richard Oehmann: Die Totentorte von Epfing – Regie: Richard Oehmann (BR) – Erstsendung: 14. Mai 2023

## Dokumentation
- Lebenslinien: Christiane Blumhoff – Mehr als Komödie, Regie: Boris Tomschiczek, Redaktion: Christiane von Hahn, Erstausstrahlung: 29. Oktober 2018, ca. 45 Min., BR Fernsehen, verfügbar bis zum 28. Oktober 2025[1]